# ドクタケ忍者隊
- 落第忍者乱太郎 > 落第忍者乱太郎の登場人物 > ドクタケ忍者隊
- 忍たま乱太郎 > 落第忍者乱太郎の登場人物 > ドクタケ忍者隊

ドクタケ忍者隊（ドクタケにんじゃたい）は、漫画『落第忍者乱太郎』および、それを原作とするテレビアニメ『忍たま乱太郎』に登場する架空の忍者集団である。略称はドク忍。
ドクタケ城は一貫して「戦好きの悪い城」として描かれており、様々な城に戦を仕掛けたり、2つの城を戦わせたりして領土を奪い取っている。作中におけるメインの悪役であり、漫画では第1巻、第3巻 - 第5巻、第8巻 - 第10巻、第12巻 - 第13巻、第43巻、第56巻、第62巻の12巻以外すべての巻に登場する（名前のみの登場も含む）。

## ドクタケ忍者隊
ドクタケ城に所属するサラリーマン忍者の集団。赤いサングラスと忍者服がトレードマーク。忍者の名前は一部を除き「○鬼」という名前で統一されている。○の部分は天候、空に関する漢字が入る（この名前は本名か、コードネームかは不明）。幹部クラスを除き忍者としての実力は低く、やる気もあまりないが、城を乗っ取るなど忍者らしい活躍を見せることもある。また、給料が高く、忍者たちに辞める気はない。本項で紹介された者以外にも多数の忍者が所属している。

### 幹部
稗田 八方斎（ひえた はっぽうさい）
声 - 飯塚昭三（第1期 - 第30期SP番組、映画版第1作・第2作）→間宮康弘（第30期23話 - 、映画版第3作）
演 - 松方弘樹→西田健
第6巻から登場。第28巻裏表紙、第31巻背表紙に登場。サラサラストレートヘアランキング第3位。ドクタケ忍者隊首領およびドクタケ忍術教室校長。49歳、水瓶座、A型。一人称は「わし」、アニメ版初期は「俺」。
禿げ頭で異常に顔が大きく、「一度見たら忘れられない顔」「後ろ姿をアルシンドと間違えられる」と紹介される。割れ顎が長いため枠線からはみ出していたり、その部分だけコマが拡張されたりしている。髪型は肩より長い長髪で、第19巻では変装に利用した。褒められたり深く満足した際に、胸を反らして高笑いしながらひっくり返って転ぶ（または後頭部を地面に打ち付ける寸前、部下が手で支えるために走ってくる）のがお約束のギャグ。一旦転ぶと一人では起き上がれないため、部下に起こしてもらっている（その際「起こせ、起こせ～」と叫ぶ）。頭は非常に重く頑丈なため、地面や床に地割れやひび割れを起こし大惨事を招く事もある。しかしこのネタはアニメ版で多く使われているだけで、原作では第6巻・第42巻でしか使われていない。第42巻で引っくり返った際には、「原作でこれをやるのは久しぶりだな」と伊助にからかわれた。
城主への忠誠心が高く、城主の命により主に城の勢力拡大を目的として様々な悪事を働いているが、アニメ版では下らない理由や思いつきを満足させる為に働かされボヤく場面も有る。本作におけるメインの悪役であり、第19巻では原作の名称を「悪徳忍者・八方斎」に変更し主役の座を奪おうとしているのではないかと疑われた。数々の悪さをしてきたおかげで忍術学園だけでなく、他の城や町の人からも評判が悪く、第25巻では正体不明の忍者に暗殺されかけた。ドクたまに対しては優しく接し将来を期待している。お茶目で抜けた部分が多い一方、腕っぷしが強く、知略にも長けている。海上部隊(ドクタケ城水軍創設準備室)を持ち進出しようとするも、兵庫水軍に度々阻止されている。幻術も使用でき、第28巻では読者からの応援メッセージを力に戦った。初期は作中でも「人気が高い」とよく言われていたが、最近はタソガレドキ等の活躍に嫉妬する様子もある。
映画版第1作では卑劣で完全なる悪役として描かれており、爆弾で自爆して乱太郎たちを道連れにしようとするなど、シリアスさが強調されていた（自爆を本気で考えているわけではなかった）。
よく名前を間違えられる。レパートリーは「冷えた（冷めた）チンゲンサイ」「冷えた（冷めた）ザーサイ」「温かい麻婆豆腐」「パーポーサイ」「冠婚葬祭」「発泡酒」など多数。その度に激怒してツッコミを入れるが、正しく呼ばれると残念そうな素振りを見せる。
アニメ版では既婚者で婿養子という設定で、稗田 西瓜（ひえた すいか）（声 - 宮寺智子）という恐妻を持つ。
八方星（はっぽうせい）
声 - 平田広明
特別番組「宇宙大冒険 with コズミックフロント☆NEXT 太陽系のお友だちの段」に登場。流れ星が頭に激突した八方斎が変身した宇宙人のような姿をしている。穏やかな性格で、一人称が「僕」など丁寧な口調で話す。天体に詳しく、乱太郎達を「アヒルさん宇宙船」（八方斎が忍術学園から盗もうとしていたアヒルさんボートが変形したもの）に乗せて宇宙について解説する。地球へ帰還したと同時に元の姿に戻ったが、劇中では彼らが宇宙を冒険したことに対し「夢を見ていたのか」という旨の発言をしており、実際に変身したかどうかについては不明。
先代お頭
声 - 田原アルノ（第1期）→広瀬正志（第17期）
前ドクタケ忍者隊首領。第2巻登場。
本名は上月 佐助（うえつき さすけ）。ドクタケ初登場時の忍者隊首領。六人衆を引き連れて、和議状を奪うべく奮闘した。真面目な悪人で、部下がふざけると平気で殴る。六人衆の敗退後は姿を消し、忍たまたちと対決することはなかった。第6巻では、高齢を理由に首領を引退し、稗田に譲った。その後は第28巻のキャラクター紹介にのみ登場する。アニメ版の第17期「先代お頭の焼き物の段」で再登場したときには、改心して 焼き物の名人の焼き物職人に転身していた。きり丸、乱太郎、しんべヱと再会を果たすも、友好的になっており、自分の制作した 焼き物を きり丸達に町で売ってもらい、アルバイト料も ちゃんと払う。すっかり焼き物が趣味になっている。八方斎の事は「八方斎」と呼んでおり、 意外と仲が良く、会話をしなくても アイコンタクトで分かり合える物があり、再会出来た時は お互いに嬉しそうにしていた。
大黄奈栗野木下 穴太（おおきなくりのきのした あなた）
声 - 佐藤正治
ドクタケ忍者隊部隊長。45歳、射手座、A型。第11巻初登場。ニコちゃんマークのついたベストのような上着を着ている。
うっかり者で、照れ屋、脳天気。ミュージカル好きで、「♪お〜きなくりの～きのしたさ～ん」と呼びかけられると「♪穴太だ～わたし～」と答える。歌に乗せて質問されると重要な機密も喋ってしまい、その度に部下から怒鳴られる。趣味はクロスワードパズル。原作初期は部隊長としてドクタケ忍者たちを指揮していたが、出番が減り、たまにゲスト出演するのみとなった。
第40巻（※アニメ版では第16期9話、10話）では忍者の駐在所の所長を務めており、再登場は「かわいい女の子の読者からの要望」とのこと。この時に自分の年齢を「40歳」と言う。
アニメ版では原作よりも頻繁に登場し、他の楽曲も披露している。他にも一時期ドクタケ忍者隊を脱退して飴屋に転職したり、部下の給料を稼ぐため食堂でバイトしていたこともある。
キャプテン達魔鬼（キャプテンたつまき）
声 - 小杉十郎太
ドクタケ城水軍創設準備室室長（ただし、地位的には係長クラス）。血液型B型。第33巻初登場。ドクたま・しぶ鬼の父親。
ドクタケ忍者最高との呼び声が高い実力者。城主からの信頼も厚い。ドクタケ水軍創設のために四苦八苦するも、現在のところまともな軍船が一隻もない。一人だけ他のドクタケ忍者とは異なる制服を着ており、レイバン風のサングラスをかけている。オシャレ好きで、風呂では南蛮産のシャボンを愛用している。留学していた経験から南蛮文化や南蛮の兵法に詳しい他、メカに強く変装も得意。初登場の第33巻では活躍し、「超一流の忍者」と言われたこともあるが、第34巻で鳩を使った情報のかく乱作戦に失敗しエノキ城との戦を引き起こしてしまったり、第36巻でカービン銃を奪おうとするも「花瓶」にすり替えられていたことに気づかなかったりと、徐々にドジが目立つようになる。最近では他のドクタケ忍者とそう変わらない扱いになってしまった。一方でドクたまを子に持つ父親同士、風鬼と親しくなり共に行動することが多い。

### ドクタケ六人衆
第2巻でドクタケ忍者が初登場した際、先代お頭の部下として描かれた(雲鬼が「六人衆」という言葉を用いて自己紹介している)。第63巻でも「ドクタケ忍者の上位六人」と紹介されている。以下は原作での登場順。
風鬼（ふうき）
声 - 笹岡繁蔵（第1期 - 第5期、映画版第1作）→大友龍三郎（第5期 - 、映画版第2作・第3作）
第2巻から登場、第26巻背表紙に登場。36歳、射手座、A型。ドクたま・ふぶ鬼の父親。先代お頭の側近として忍者隊のうち最も始めに登場した細身の男(後に八方斎の側近となる)。
八方斎よりも身長が高く、歯をむき出して笑う。八方斎のお気に入りであり、ドクタケ忍者の中で最も出番は多いがドジで失敗も多い。風呂を浴びて上機嫌になる・お化けが苦手など人間臭い面もある。サングラスを外した素顔の状態で登場する事は無いが、第22巻では少しだけサングラスが外れており、目は点の状態だった。
アニメ版では主役回も多数あり、特にふぶ鬼の登場以降は息子思いの悩める父親として描写されるようになり優しい面も見せている。ヘアピースをつけてふぶ鬼に変装し忍術学園に秘密を探りに潜入することもあるが、あまりにも分かりやすい変装のため誰も騙されず、息子のふぶ鬼でさえ拒否反応を示す。私服姿もたびたび披露。八方斎の人使いが余りにも荒い事に我慢が出来ず、海賊に転職しようと試みたこともある。
光鬼（こうき）
声 - 中田隼人（第17期）→白熊寛嗣（第19期 - ）
第2巻から登場、第28巻で名前判明。無精髭が特徴の男。
冗談が通じない性格。初登場時は茶店の主人に化けて乱太郎達を毒殺しようとするも、乱太郎たちが冗談で頼んだゲテモノ料理を素直に作ってしまった結果、料理に手を付けてもらえず失敗に終わる。第29巻のサバイバル訓練では、ユキに毒を飲まされ倒れた。ドクタケ水軍として登場することも多い。
アニメ版では、第19期「冗談の通じない光鬼の段」という主役回がある。
雷鬼（らいき）
声 - 菅原淳一（第11期 - ）→鈴木清信（第16期 - ）
第2巻から登場。割れた顎が特徴の男(初登場時はあまり目立っていないが、次第に誇張されていった)。
忍者隊随一のガンマンであり、山田伝蔵や佐武昌義とも互角に撃ち合うほどの名手。やや尊大な性格で、八方斎のように顎が枠線からはみ出している場面も。様々な忍び装束を使い分けるが、チョイスが不自然。曇鬼らとの会話を見るに、ドクタケ忍者の中では格が上らしい。第21巻で私服姿を披露。
雪鬼（せっき)
声 - 千葉一伸（第10期）→木村雅史（第11期 - 、映画版第3作）、岩永哲哉（第16期代役）、山崎たくみ（映画版第1作）
第2巻から登場。細面が特徴の男、よく尖った顎を突き出すように横を向いている。チョビ髭を生やしている。
初登場時は、しんべヱの足が遅すぎて追いかけながら追い越してしまい、先代お頭に「バカ」と言われた。
自然薯居士の指導で少しだけ幻術が使えるようになり、第63巻で術を披露した。ただし第28巻では、風鬼・雨鬼・雷鬼・霰鬼・霞鬼・露鬼・霜鬼・霧鬼らも幻術を習っており、なぜ「雪鬼のみ幻術が使える」という設定になったのかは不明。
雨鬼（うき）
声 - 掛川裕彦（第2期 - 、映画版）
第2巻から登場。少し太っていて、もみあげから繋がる薄い髭を生やした男。
初登場時は、隠れた場所からしんべヱの顔を見て爆笑し、乱太郎達に攻撃され敗れてしまったため先代お頭から「アホ」と言われた。
クールな面もあるが頭がいいわけではなく、カッコつけたセリフを言って周りからどやされる。第32巻で私服姿を披露。忍者隊の中で2番目に体重が重い。
アニメ版では、原作よりもドンくさい性格として描かれ、鼻の形などデザインがやや異なる。風鬼の次に出番が多い（風鬼と違い主役回は少ないが、何らかの形でほぼ毎回しゃべっている）。雲鬼・雪鬼と行動を共にしていることが多い。
雲鬼（うんき）
声 - 鈴木清信（第10期）→中嶋聡彦（第11期 - 第25期、映画版第1作）→ますおかたろう（第26期 - ）、植倉大（第18期代役）
演 - 木下通洋
第2巻から登場。少し四角い顔で、平坦な眉毛の男。常に困ったような表情をしている。
初登場時は、しんべヱを捕らえ乱太郎達を脅迫するも、しんべヱの頭の重みを真面に食らってしまい倒された。第63巻では「冷静沈着」と紹介されている。

### ドクタケ忍者
六人衆以外のドクタケ忍者。多くの場合、六人衆と他の者が区別なくごちゃ混ぜになって登場する。多くのメンバーは第23巻と第28巻のキャラクター紹介のページで名前が明かされ定着した。霖鬼と雹鬼は本編では名前が出ていない。
アニメ版初期は、風鬼・雨鬼・雲鬼・雪鬼以外のキャラがアニメオリジナルのモブキャラクターに差し替えるなど大幅な変更が行われており、霖鬼・暈鬼・虹鬼・霙鬼・雹鬼は登場しない。ただし第19期のみ霖鬼・暈鬼・虹鬼が少しだけ登場する（台詞はない）。
以下は原作での登場順。
月鬼（げっき）
声 - 高木渉（第1期）、山本淳一（映画版第1作）
ドクタケ忍者隊隊員。第6巻から登場。
八方斎が初登場した際に引き連れていた忍者。八方斎の言葉に逆らい、1か月の給料無しを通達される場面も。名刀「兼光」でペーパーナイフを持つ乱太郎と戦う。キレやすく大人げない面も。
初登場時は活躍したがその後は出番がなく、確認できるのは第23巻のキャラクター紹介・第46巻の「資料映像ドクタケ忍者隊」という1コマのみである。
虹鬼（こうき）
ドクタケ忍者隊隊員。第6巻から登場、第28巻で名前判明。
薄めの繋がり眉毛が特徴。忍たまたちに間違えた大砲の扱い方を教えられ暴発させてしまう・サバイバル訓練で偽のサバイバルマニュアルを持ってきてしまうなど、お人好しで騙されやすい。同じドクタケ忍者の光鬼と読みが同じ。
霙鬼（えいき）
ドクタケ忍者隊隊員。第6巻から登場、第28巻で名前判明。
天然ボケで、悪役らしからぬうっかり者。大砲が爆発した際は、何故か吹っ飛ばされたのは月鬼と虹鬼のみで、霙鬼は無傷だった。
霜鬼（そうき）
声 - 鈴木清信（第10期、第22期、第24期）
ドクタケ忍者隊隊員。第6巻から登場。
ゲジゲジ眉毛と太い髭が特徴。髷を結っている(第63巻では他のメンバー同様に髷のない姿へ統一されている)。怪力の持ち主であり、八方斎曰く「ドクタケ最強の忍者」。
一方でサバイバル訓練の際は木に激突し気絶してしまうなど、強さが活かされることは少ない。第49巻では忍術学園の大運動会に参加したが、怪力を持て余した。「ドクタケ山岳部」では先頭に立って登山している(他に風鬼・雲鬼・雪鬼・曇鬼・暁鬼・彗鬼・虹鬼・霙鬼らが所属している模様)。
霖鬼（りんき）
ドクタケ忍者隊隊員。第6巻から登場、第28巻で名前判明。
ラバーカップを愛用。カールした髭と困った表情が特徴、よく両手を頬にあてオロオロしている。気が小さく、「ハンコください」と言われるとついつい押してしまう。
暈鬼（うんき）
ドクタケ忍者隊隊員。第6巻から登場、第28巻で名前判明。
パイプクリーナー「シリダス」を愛用。機転の利く性格で、第6巻では排水溝に詰まったしんべヱを救出する。霖鬼と行動を共にしていることが多い。同じドクタケ忍者の雲鬼と読みが同じ。
霰鬼（さんき）
ドクタケ忍者隊隊員。第14巻に登場。
横槍入十郎の直属の部下。特大で圧迫感のある不気味な顔をしており、登場するたび周囲に驚かれる（呼び出した本人である横槍も驚いている）。シュールなボケをする謎のキャラ。加藤村の一件では、純粋なしんべヱに聞き込みをしてしまい、間違った情報を持ち帰りドクタケ軍の混乱を大きくした。
穴太の部下である霰鬼と同じ名前だが、詳細不明。キャラ紹介のページにも載っていない。
霰鬼（さんき）
声 - 千葉一伸（第13期、第15期、第16期、第18期、第19期、第21期、第24期、第26期、映画版第3作）、梁田清之
ドクタケ忍者隊隊員。第20巻から登場。丸い鼻と、そこからのびる鼻毛のような髭が特徴。原作初期やアニメ版では髷を結っている。
穴太の直属の部下で、彼の発言と行動に振り回されており、トゲのある言い方をすることも。後に穴太の部下としての出番は無くなり、風鬼らと行動を共にしている。山田利吉が霰鬼に変装することも多い。
アニメ版では、第26期「ドクタケ水軍の実力の段」などで活躍。
霞鬼（かき）
声 - 真殿光昭（第13期、第16期、第17期、第18期、第20期、第30期）
ドクタケ忍者隊隊員。第20巻から登場、第23巻で名前判明。
特徴はタラコ唇。いかにもドクタケらしい間抜けな性格。第40巻でドクたまが兵庫水軍へ臨海学校に出かけた際は、いぶ鬼に変装してもぐり込むが、一年は組の忍たまたちに一目で見破られてしまう。
露鬼（ろき）
声 - 真殿光昭（第16期、第24期）、山崎たくみ（第18期）
ドクタケ忍者隊隊員。第20巻から登場、第23巻で名前判明。
丸顔と繋がり眉毛が特徴。存在は地味。第40巻ではドクたまのしぶ鬼に変装。
雹鬼（ひょうき）
ドクタケ忍者隊隊員。第20巻から登場、第23巻で名前判明。
特徴は前髪。ドクタケ忍者の中では常識的な性格で、八方斎にツッコミをいれたりしているが、おだて上げるのも得意。普段は普通の顔だが、叫ぶと口がかなり大きい（63巻などでは常に大口を開けている）。第20巻以外はセリフがない。
ドクタケ忍者隊の名前の天候部分は音読みだが、雹鬼の「ひょう」のみ訓読みである。
暁鬼（ぎょうき）
声 - 布目貞雄（第10期、第11期、第16期、第17期、第19期、第24期、第26期、第27期、第30期、映画版第3作）
ドクタケ忍者隊隊員。第20巻から登場、名前は第26巻で判明(第26巻で名乗った際も乱太郎ときり丸に「ドクタケ忍者、ぎょーき！…って誰？」と言われ「出てるよ、何度も！」と泣きながら反論した)。
特徴的な前髪と、パペットのような口を持つ。不注意かつドクタケ忍者の中でも特に間が抜けており、しんべヱに狛犬を投げつけられ気絶する、曇鬼らと共に出城に潜入しあからさまな罠に引っかかるなど、酷い目にあうことが多い。
アニメ版では、第17期「五車の名人の段」・第26期「ドクタケ水軍の実力の段」などで活躍。
曇鬼（どんき）
声 - 山崎たくみ（第13期、第16期、第18期、第24期、第27期、第30期）、桜井敏治（第9期、第22期）、隈本吉成（第10期、第11期）
ドクタケ忍者隊隊員。第20巻から登場、第23巻で名前判明。
下ぶくれの顔とタラコ唇が特徴。頬はつやがあり光っている。太っており、本人もそれを気にしている（初登場では、ダイエットしろと言われブチぎれていた）。
忍者食を食べ、風鬼とともにお腹を壊してしまったことも。調子のいい性格で、雨鬼と共に仲間を裏切ってしまったことがある（しかし曇鬼らが移った城の正体は、ドクタケの出城であった）。サバイバル訓練では橋の下に隠れるも橋が崩落し負傷。救助に駆け付けた乱太郎を吹き飛ばしてしまい、乱太郎を（忍術学園の行事の）第1位にさせてしまった。ドクたまが臨海学校に行った際は、山ぶ鬼に変装して潜り込んだ。第32巻で私服姿を披露。
アニメ版では、第27期「もう一人の母ちゃんの段」という主役回があり、乱太郎の母に変装した。
霧鬼（むき）
声 - 飯田利信（第19期）、梁田清之
ドクタケ忍者隊隊員。第23巻から登場。
歯が一本抜けている。子供がおり、穏やかな性格。忍者隊随一の変装名人。初登場時は炭焼きの男に化け大安宅船の設計図を狙う(変装でサングラスも外していたため、乱太郎たちは彼がドクタケ忍者だと気付けなかった)。その後、設計図を狙う下心はあったものの、ヤケアトツムタケ忍者に追われているきり丸を助ける。ドクタケ忍者の中でサングラスを取ったことがあるのは、驚いた時や気絶している時を除けば霧鬼だけであり、私服姿のときは常にサングラスを取っている。
彗鬼（すいき）
声 - 掛川裕彦（第10期）→山崎たくみ（第15期、第18期）→川村拓央（第20期）→飯田利信（第22期）
ドクタケ忍者隊隊員。第27巻から登場、第28巻で名前判明(第20巻扉絵にも登場している)。
三角眉毛が特徴。水蒸鬼という娘がおり、彼女を背負って行動することも。水蒸鬼のおしめを替えてもらったという理由で忍たまたちの味方をするなど、良識的で義理堅い面もある。第32巻で私服姿を披露。
アニメ版では、第20期「水蒸鬼の子守りの段」という主役回がある。
水鬼（すいき）
ドクタケ忍者隊隊員。第33巻に登場。
名前：横谷重氏。ドクタケ城水軍創設準備室で働いている。棒線のように繋がった眉毛、髭が特徴。
原作初期には、他にも多数のモブのドクタケ忍者がいたが、第24巻以降はメンバーが洗練されており、名無しキャラで登場するのは、第33巻のこの1人のみとなっている。

## フリーの忍者
第40巻にて、ドクタケ忍者隊が顔を知られすぎているために、新しく集められたフリーの忍者集団。武家屋敷にカモフラージュして忍者の駐在所を作る。なお、駐在所の所長は大黄奈栗野木下穴太である。
善太郎（ぜんたろう）
声 - 魚建（第16期）→山口太郎（第28期）
音声忍（古法十忍の一つ）。様々な声をその状況に応じて使い分ける優秀な忍者で、いかつい風貌だが子供の声も演じることができる。しかし「奪口の術」（その土地の方言を使う術）で失敗し、正体を見抜かれる。駐在所では穴太の補佐を務めるも、歌って秘密を喋ってしまう穴太に怒鳴っていた。最後は穴太らと共に便所に入っていたところ、便所の屋根が吹っ飛び醜態をさらけ出してしまう。しんべヱに「順忍」の素質があることを見抜く。第63巻にも登場。
如影忍
声 - 関根信昭
本名：出浦盛清。くたびれたご老体のふりをして乱太郎達を追跡し、様々な情報を手に入れようとしたが、「一年は組の勘」で追跡がばれたことで忍者として限界を感じ、引退を決意。
順忍
声 - 飯島肇
本名：服部半蔵。常にヘラヘラと笑った顔をしているが、その見かけとは裏腹に忍びとしては優秀で、おべっかを使い様々な情報を引き出す。第63巻ではドクササコに寝返っており、風鬼たちに見破られて退散した。
その他の忍者
駐在所に詰めていた忍者で、本編には3人が登場した。丸顔で髭の生えた忍者と細面の忍者は2人組で行動しており、しんべヱと喜三太を捕まえた。この2人は第63巻にも登場する。もう1人は額の傷が特徴で、順忍と共に行動している。メンバーの中で最も出番が少なく、再登場もしていない。

## ドクタケ忍術教室
優秀なドクタケ忍者育成のために新設された忍者の学校。校長は稗田八方斎。講師は2人。男女共学。生徒は現在4人。通称「ドクたま」。制服は着心地の良い唐木綿製。忍者としての実力は一年は組の忍たまと大した差は無く、また同い年ということもありピンチの際はお互い助け合うなど仲は悪くない。
学校の規模は忍術学園に比べると小さく、一見普通の民家だが中に入れば様々なカラクリが仕掛けられている。アニメ版では教室がある建物と校長室がある建物が併設されており、渡り廊下で繋がっている。
しぶ鬼（しぶき）
声 - 嶋方淳子、ふじたまみ（第29期7話）
ドクタケ忍術教室の生徒。10歳、魚座、B型。第22巻初登場。キャプテン達魔鬼の息子。
ドクたまのリーダー。実技、筆記共にトップ成績を誇り、忍術以外に図工、習字、ピアノを習っている。優秀な父にプレッシャーを感じており、何かと格好をつけたがるがドジで怪我が多い。いぶ鬼と仲が良い。
アニメ版では、同じリーダー的立場に居る忍術学園の庄左エ門に共感し「冷静さを身に付けたい」と語る場面がある。
いぶ鬼（いぶき）
声 - 石川寛美、秋山絵理（第29期7話）
ドクタケ忍術教室の生徒。10歳、牡牛座、O型。第22巻初登場。
しぶ鬼と仲が良く、サブリーダー的な存在。穏やかな性格だが、おっちょこちょい。
アニメ版では忍術学園の金吾と親しくなり、周囲には内緒で会い楽しく過ごしている。
ふぶ鬼（ふぶき）
声 - 永澤菜教、新井笙子（第29期7話）
ドクタケ忍術教室の生徒。10歳、乙女座、B型。第22巻初登場。ドクタケ忍者・風鬼の息子。
通称ふぶちゃん。失敗続きの父に色々複雑な思いを抱きつつも、思いやる優しい性格。アニメ版では風鬼とふぶ鬼をメインにした話も多く放送される。サラサラストレートヘアランキング第10位受賞。ややハスキーボイスである。他のドクたま3人とは異なり、彼だけは私服の時でもサングラスを外した姿を見せたことがないのは父親の風鬼と同様。
山ぶ鬼（やまぶき）
声 - 三石琴乃、桃森すもも（第19期代役）、坂本悠里（第29期7話）
ドクタケ忍術教室の生徒。10歳、天秤座、A型。第40巻裏にドクたま4人で登場。
ドクたまの紅一点。赤いリボンが特徴。元気が良く、活発なしっかり者。運動神経が良く、石頭を武器とする。ややぽっちゃり体型で、ドクタケ忍者がドクたまに変装する際、曇鬼が山ぶ鬼に変装したため、山ぶ鬼は泣いていた。忍術学園くの一教室の山本シナに憧れており、ユキ、トモミ、シゲとも仲が良い。
アニメ版では、15周年SP「ドクタケ温泉」で利吉に憧れを抱いていたが終盤で滝夜叉丸にも恋をする。
魔界之 小路（まかいの こうじ）
声 - 置鮎龍太郎
ドクタケ忍者教室の講師。35歳、水瓶座、AB型、三河国出身。第22巻初登場。第34巻裏に登場。
ドクタケに仕えてはいるものの忠誠心は薄い。しかし、教え子のドクたまのことは大切に思っている。忍術学園の先生や忍たま達とも仲が良く、共同授業をすることもあり、立場そのものは中立に近い。
極度の通販好きだが注文に失敗してばかりで、いつも間違えて買った奇妙な柄の袴を穿いている。アニメ版第31期第67話では、返品することを会得したので通販の失敗は減っていることがしぶ鬼から語られた。
下記の「魔槌語楼」とは、古くからの大親友であり、彼を「ゴロー」と呼んでいる。
アニメの音楽を担当している作曲家・馬飼野康二がモデル。
黒戸 カゲ（くろと かげ）
声 - 竹口安芸子
ドクタケ忍者教室の講師。40歳、双子座、A型。第27巻初登場。
くの一歴30年、主婦歴20年。山ぶ鬼専門の講師としてドクタケ城に雇われた外部のくの一で、忠誠心は薄い。見た目はただのオバサンだが、有能な講師。くの一教室の生徒から慕われている。
野伏
魔界之の部下。2人組の野伏。第22巻の忍たま対ドクたまの試合にて野伏に化けて、歌で両者にヒントを与えた。魔界之曰く「オンチ」。ドクタケ関係者か、アルバイト忍者か、詳細は不明。
魔槌 語楼（まつい ごろう）
声 - 江原正士
ドクタケ忍術教室の特別 新任講師。アニメ版第31期第67話初登場。
魔界之の 古くからの大親友であり、彼の事は「コージ」と呼んでいる。学園長の代わりに筆跡を真似て手紙を書いてみせるなど、偽書・偽印の術の達人。「文字を書く道具」を、いつも持参しており、文字や文章で「あざやかに人の心を動かす事」と「華麗に敵を 欺く事」も得意。自分の事を「完璧な忍者」と自信満々に言う所もある。五七調で話す癖があり、周囲にそのことで度々ツッコまれる。野菜が嫌いだが 本人曰くニンジンは食べられるようになったとのこと。「は虫類」も苦手という弱点もあるが、本人曰く「恐竜」は好きとのこと。また、妖怪も好きであり、妖怪話も大好きで、更に「孤独」も好む。
第32期第74話の『あの人は誰？の段』で、再登場を果たし、「美味しいと評判の うどん屋」の話を聴いて、ここで食べていた時に、うどん屋の事を「食堂のおばちゃん」から聴いて食べに来た乱太郎、きり丸、しんべヱと再会を果たす。しかし、お互い「顔は見覚えがある」のに「名前を思い出せない」と、困っていたのだが、たまたまうどん屋へ来た魔界之のおかげで、2人が「大親友同士」だった事を思い出したしんべヱからは「まぁ暑い ゴローン先生」と呼ばれ、きり丸からは「マッチ ゴーゴー先生」と呼ばれ、乱太郎からは「松の実 コロコロ先生」と呼ばれていた。その後は、ちゃんと本人から名前を聞いて、3人が魔槌先生の名前を思い出すのに「4分間」もかかった事を、3人に指摘した。反対に、3人の名前を忘れていた魔槌先生は、いつも持ち歩いている「文字を書く道具」で、わざわざ名前を 筆で書きながら、乱太郎を「乱べヱ」、きり丸を「きり太郎」、しんべヱを「しん丸」と、間違えた名前で 思い出していた。なお、うどんは、ちゃんと「汁まで残さずに飲む」こだわりもあり、「もったいない」と言いながら飲んでいたので、同じく「もったいない」という言葉が大好きな きり丸からは「気が合いそう」と言われており、しんべヱからも、「残さずに飲む」所を、とても良く評価されていた。
アニメの主題歌作詞を担当している作詞家・松井五郎がモデル。キャラクターデザイン案は、アニメキャラクターデザインを担当する新山恵美子が手掛けた。

## その他関係者
木野 小次郎 竹高（きの こじろう たけたか）
声 - 加藤精三（第1期 - 第20期SP番組、映画版第1作・第2作）→土師孝也（第22期 - 、映画第3作）、徳丸完（第2期74話）、秋元羊介（代役）
ドクタケ城城主。48歳、蠍座、B型。第6巻初登場。
戦好きでわがまま。忍者隊の八方斎らを駆使して悪事を働く。無茶な命令で八方斎を困らせることも多く、命令を実行できなかった場合や逆らった場合はおしおきをする。大将の落馬は縁起が悪いことから忌み、常に張り子の馬を使って行動。「パカラッ、パカラッ」と自ら馬の駆ける蹄の音を声にしながら移動している。奔放な性格で八方斎ら部下の目を盗んで城の外にいってしまうことがよくある。決して暗愚な暴君というわけではなく、稀ではあるが鋭い洞察力を発揮したり、部下への優しさを見せる場面もある。名前を「キノコ汁食べたか？」と間違えられる。アニメ版では食堂のおばちゃんの料理をせがんで病気になったことがあるほか、八方斎が部下の要求に耐えかねてボーナスの支給を懇願したときは大量の棒とナスを出すというボキャブラリーを見せている。一度教師をやってみたかったらしく、第27シリーズでは魔界之が出張で不在の際に、自らドクタケ忍術教室に出向いて授業を行った。アニメエンディングでのクレジットは「ドクタケ城主」だが稀に「木野小次郎竹高」とクレジットされる事がある。
鶴山 亀蔵（つるやま かめぞう）
声 - 依田英助（第1期）→ 辻親八（第15期）
ドクタケ城・五の城の守将。第11巻、第39巻登場。
ドジな守備隊長。大黄奈栗野木下穴太と共にシャムから硝石を輸入しようとするも、間違えて砂糖を輸入してしまい、ドクタケ城をクビになった（穴太はクビになっていない）。39巻で久々に登場した際は、ドクササコ城に再就職していた。28巻キャラクター紹介にも登場。よく名前を「亀山鶴蔵」と間違えられる。
横槍 入十郎（よこやり いれじゅうろう）
声 - 松尾銀三
演 - 佐川満男
ドクタケ城代官館の代官。第14巻登場。
忍者を駆使する悪代官。団蔵の故郷・加藤村攻略を八方斎と共に目論んでいたが忍術学園の妨害により失敗。拠点の館は焼き払われてしまい、ドクタケ城に逃げ帰る羽目に。その後はキャラクター紹介のページを含め、一度も再登場していない。
村崎号（むらさきごう）
声 - 茶風林
ドクタケの忍犬にして、16人をかみ殺したことのある怪犬。風鬼曰く「日本新記録」。第2巻で乱太郎たちを襲うも、合犬の法に敗れた。その後は第6巻の回想シーンと、第28巻キャラクター紹介に登場するのみである。
水蒸鬼（すいじょうき）
声 - いのくちゆか
ドクタケ忍者・彗鬼の娘でまだ赤ん坊。
霧鬼の子供
ドクタケ忍者・霧鬼の子供。4歳 - 5歳くらいで、性別不明。
タライ・マワ師（タライ・マワし）
声 - 一条和矢
ドクタケに協力する幻術使い。キャプテン達魔鬼が南蛮留学中に出会い、呼び寄せたゲスト。巨大なモヒカンとサイケな服装をしており、本作の雰囲気とミスマッチした風貌である。国籍不明だが大阪弁で話し、風鬼からキャラ設定がデタラメと言われた。「南蛮妖術の天才的な使い手」「達魔鬼とタライマワ師が組めばドクタケ城は忍術学園に勝つ」とまで言われたが、いざ自然薯居士と戦うとなると、寒いことを言い訳に帰った。
ドクタケ軍隊長
本名不明。ドクタケ兵士たちの隊長。第14巻にて加藤村に奇襲を仕掛けるも、忍術学園の活躍のせいで失敗に終わり、横槍入十郎に見捨てられてしまう。